# Chlerogella mourella
Chlerogella mourella is een vliesvleugelig insect uit de familie Halictidae. De wetenschappelijke naam van de soort is voor het eerst geldig gepubliceerd in 2003 door Engel.